# Stomhypselosaria condylata
Stomhypselosaria condylata är en mossdjursart som beskrevs av Canu och Bassler 1927. Stomhypselosaria condylata ingår i släktet Stomhypselosaria och familjen Cellariidae. Inga underarter finns listade i Catalogue of Life.